# Llista d'agermanaments de municipis catalans
Llista d'agermanaments de municipis catalans, ordenats per comarques.

## Alt Camp
- Bràfim amb Prayssac (França)
- Valls amb Andorra la Vella (Andorra), Chahal (Guatemala), Saint-Cyr-sur-Loire (França), Settimo Torinese (Piemont).

## Alt Empordà
- Avinyonet de Puigventós amb Avinhonet (França)
- Castelló d'Empúries amb Elna (Rosselló), Ettenheim (Alemanya), Telica (Nicaragua)
- Figueres amb Marinhana (França), Neukölln (Alemanya)[cal citació], Alcalá la Real (Andalusia), Saint Petersburg (Florida, Estats Units d'Amèrica)
- Fortià amb Terraube (França)
- Llançà amb Pont-du-Casse (França)
- Garriguella amb Onore (Itàlia)
- Palau-saverdera amb Bellegarde-en-Marche (França)[cal citació]
- Roses amb Rodes (Grècia)
- Sant Pere Pescador amb Montastruc e la Conselhièra (França)
- Torroella de Fluvià amb Saint-Laurent-sur-Sèvre (França)
- Viladamat amb Berriatua (País Basc)

## Alt Penedès
- Avinyonet del Penedès amb Béruges (França)
- Font-rubí amb Rieux-Volvestre (França)
- Olèrdola amb Sibanicu (Cuba)
- Pacs del Penedès amb Cavanac (França)
- Sant Llorenç d'Hortons amb Saint-Laurent-d'Arce (França)
- Sant Quintí de Mediona amb Lac (Occitània)
- Torrelles de Foix amb Lançargues (Occitània)
- Vilafranca del Penedès amb Novo Mesto (Eslovènia), Puerto Cabezas (Nicaragua), Bühl (Alemanya)
- Vilobí del Penedès amb Chiusanico (Itàlia)

## Alt Urgell
- La Seu d'Urgell amb Inbeida (Sàhara Occidental), Vilamur de Tarn (França)
- Oliana amb Oliena (Sardenya, Itàlia)
- Josa i Tuixent amb San Carlos de Bolívar (Argentina)
- Arfa amb Travesseres

## Alta Cerdanya
- Font-romeu, Odelló i Vià amb Tsakhkadzor (Armènia)

## Alta Ribagorça
- La Vall de Boí amb Montanera (Itàlia)

## Anoia
- Igualada amb Guimarães (Portugal), Lecco (Itàlia), Mahbes (Sàhara Occidental), Nueva Esperanza (El Salvador), Travnik (Bòsnia i Hercegovina)
- Sant Martí de Tous amb Pisieu (França), Revel-Tourdan (França)
- Vilanova del Camí amb Amilly (França), Calcinaia (Itàlia)

## Bages
- Avinyó amb Locquirec (França)
- Manresa amb Bambylor (Senegal)
- Monistrol de Montserrat amb Monistrol-sur-Loire (França)
- Navarcles amb L'Avelanet (França), Sant Ponç de Tomièiras (França)
- Sant Joan de Vilatorrada amb Limós (França)

## Baix Camp
- Reus amb Amgala (Sàhara Occidental), Bahía Blanca (Argentina), Boyeros (Cuba), Briva la Galharda (França), Hadzici (Bòsnia i Hercegovina)
- Vandellòs i l'Hospitalet de l'Infant amb Chirac (França)
- Vilaplana amb Bois-Guillaume (França), Préaux (França)

## Baix Ebre
- Tortosa amb Avinyó (França), Alcanyís (Espanya), Vercelli (Itàlia), Le Puy-en-Velay (França), Tartous (Síria)
- Xerta amb Coronel Charlone (Argentina)

## Baix Empordà[1]
- Calonge amb Otívar (Granada), Sant Pau de Fenollet (Fenolleda), Sant Julià de Lòria (Andorra)
- Castell-Platja d'Aro amb Brive (Occitània)
- Torroella de Montgrí amb San Juan del Sur (Nicaragua), Torrelles de la Salanca (Rosselló)
- Palafrugell amb Mirepeis (França), Sueca (Ribera Baixa)
- La Bisbal d'Empordà amb Cuevas Bajas (Màlaga)[2]
- Palamós amb Rheda-Wiedenbrück (Alemanya)[3]
- Sant Feliu de Guíxols amb Bourg-de-Péage (França), Mindelheim (Alemanya), East Grinstead (Regne Unit), Verbania (Itàlia), Schwaz (Àustria), Nueva Trinidad (Nicaràgua)
- La Tallada d'Empordà amb Sant Joan de Pladecorts (Vallespir)

## Baix Llobregat
- Begues amb Sant'Oreste (Itàlia)[4]
- Castelldefels amb La Habana Vieja (Cuba), Lormont (França)
- Cervelló amb Saint-Martin-le-Beau (França)
- Collbató amb Casèras (França)
- Cornellà de Llobregat amb Jinotega (Nicaragua), Mariel (Cuba)
- Esparreguera amb Tíjola (Almería).
- Esplugues de Llobregat amb Ahrensburg (Alemanya)
- Gavà amb Gleibat el Fula (Sàhara Occidental), Olocau (Camp de Túria)
- Martorell amb Chevilly-Larue (França)
- Molins de Rei amb Chinandega (Nicaragua) i Emhereiz (Campaments de refugiats de Tindouf/ Sàhara Occidental)
- Olesa de Montserrat amb Weingarten (Baden) (Alemanya), Nonantola (Itàlia)
- El Prat de Llobregat amb Kukra Hill (Nicaragua), Garrovillas de Alconétar (Càceres), Fingal (Irlanda), Gibara (Cuba)
- Sant Andreu de la Barca amb Alcolea del Río (Sevilla), San Andrés (Holguín, Cuba)
- Sant Boi de Llobregat amb Marianao (Cuba), San Miguelito (Nicaragua), Nijni Nóvgorod (Russia)
- Sant Esteve Sesrovires amb Centro Habana (Cuba)
- Sant Feliu de Llobregat amb Daora (Sàhara Occidental), Estelí (Nicaragua), Villeneuve-le-Roi (França)
- Sant Just Desvern amb Camoapa (Nicaragua), Horb am Neckar (Alemanya)[5][6]
- Sant Vicenç dels Horts amb Banes (Cuba)
- Viladecans amb Saint-Herblain (França)
- Sant Climent de Llobregat amb Baixàs (Rosselló)[7]

## Baix Penedès
- Calafell amb Larmor-Plage (França)
- Cunit amb Centro Habana (Cuba), Hammelbach (Alemanya)
- El Vendrell amb Sabaudia (Itàlia), Lavaur (França)

## Baixa Cerdanya
- Llívia amb Boé (França)

## Barcelonès
- Badalona amb Alcanar (Catalunya), Holguín (Cuba), Peñalolén (Xile), San Carlos (Nicaragua), San Fernando (Espanya), San Miguel del Padrón (Cuba)[8][9]
- Barcelona amb Anvers (Bèlgica), Atenes (Grècia), Boston (Estats Units), Busan (Corea del Sud), Colònia (Alemanya), Dubai (Emirats Àrabs Units), Dublín (Irlanda), Gaza (Palestina), L'Havana (Cuba), Esfahan (Iran), Istanbul (Turquia), Kobe (Japó), Monterrey (Mèxic), Montevideo (Uruguai), Montpeller (França), Rio de Janeiro (Brasil), Sant Petersburg (Rússia), São Paulo (Brasil), Sarajevo (Bòsnia i Hercegovina), Tel-Aviv (Israel), Valparaíso (Xile), Xangai (Xina).
- L'Hospitalet de Llobregat amb Bezons (França), Centro Habana (Cuba), Managua (Nicaragua), Tuzla (Bòsnia i Hercegovina)
- Sant Adrià de Besòs amb Saint-Chamond (França)
- Santa Coloma de Gramenet amb Jalapa (Nicaragua), Villa El Salvador (Perú), Alès (França), Kilmarnock (Regne Unit), Cogoleto (Itàlia), Huelma (Jaén), Cabra (Còrdova), Edchera (Sàhara Occidental), Havana del Este (Cuba)

## Berguedà
- Berga amb Tarascon d'Arièja (França), Högsby (Suècia), Vilafranca de Conflent

## Conca de Barberà
- L'Espluga de Francolí amb Splügen (Suïssa)
- Montblanc amb Montblanc d'Occitània (França)
- Vimbodí i Poblet amb Saint-Maurice-la-Souterraine (França)

## Garraf
- Cubelles amb Arles (Vallespir)
- Sant Pere de Ribes amb Puerto Cabezas (Nicaragua)
- Sitges amb Banhèras de Luishon (França) i Andorra (Terol) (Espanya)
- Vilanova i la Geltrú amb Matanzas (Cuba), Mérignac (França)

## Garrigues
- Les Borges Blanques amb Toluges (Rosselló)
- L'Espluga Calba amb Cosne-d'Allier (França)

## Garrotxa
- Besalú amb Arles (Vallespir)
- Castellfollit de la Roca amb Pià (Rosselló)
- Olot amb Tuïr (Rosselló), Notre-Dame-de-Bondeville (França)
- Sant Joan les Fonts amb Ydes (França)
- Tortellà amb Sant Llorenç de Cerdans (Vallespir)[10]

## Gironès
- Cassà de la Selva amb Bräcke (Suècia)
- Girona amb Albi (França), Bluefields (Nicaragua), Farsia (Sàhara Occidental), Ítaca (Grècia), Nueva Gerona (Cuba), Reggio Emilia (Itàlia), Wakefield (Regne Unit).
- Quart amb Kukra Hill (Nicaragua)
- Salt amb Quilalí (Nicaragua)
- Sarrià de Ter amb Aguacatán (Guatemala)

## Maresme
- Alella amb Carquefou (França)
- Arenys de Mar amb Auterive (França) i La Ràpita (Montsià)
- Arenys de Munt amb Feytiat (França)
- Argentona amb Aubagne (França)
- Calella amb Illa (Rosselló)
- Canet de Mar amb Cadillac (França)
- Malgrat de Mar amb Cárdenas (Nicaragua), Incisa in Val d'Arno (Itàlia)
- Mataró amb Cehegín (Múrcia), Corsico (Itàlia), Créteil (França), Dürnau (Alemanya) i Gammelshausen (Alemanya).
- Montgat amb Argelers (Rosselló)
- Palafolls amb Poppi (Toscana) i Acs (Occitània)
- Pineda de Mar amb Arles (Vallespir)
- Premià de Dalt amb Cehegín(Múrcia)
- Premià de Mar amb Calasparra (Múrcia) i Cehegín (Múrcia)
- Sant Cebrià de Vallalta amb Saint-Cyprien (Sant Cebrià de Rosselló) (França)
- Teià amb Massarosa (Itàlia)
- Vilassar de Dalt amb Juèsa (França)
- Vilassar de Mar amb Daimiel (Ciudad Real)

## Moià
- Moià amb Mauer (Alemanya)
- Castellterçol amb Faedis (Itàlia)

## Montsià
- Alcanar amb Badalona, Montgat i Bordèras de Tarba
- Amposta amb Saint-Jean-de-la-Ruelle (França)
- La Ràpita amb Brives-Charensac (França)

## Noguera
- Balaguer amb l'Alguer (Sardenya, Itàlia) i Pacífica (Califòrnia, EUA)

## Osona
- Manlleu amb San Bartolo de Quilalí (Nicaragua)
- Montesquiu amb Montesquiou (França)
- L'Esquirol amb San Juan de Limay (Nicaragua)
- Sant Hipòlit de Voltregà amb Saint Hippolyte de la Salanca (França)
- Vic amb Somoto (Nicaragua) i Torredonjimeno (Jaen)
- Viladrau amb Vebron (França)

## Pallars Jussà
- La Pobla de Segur amb Le Fousseret (França)
- Tremp amb Saint-Affrique (França)

## Pallars Sobirà
- Espot amb Soueich (França)

## Pla de l'Estany
- Banyoles amb Ceret (Vallespir), Condega (Nicaragua), Segundo Montes (El Salvador)
- Porqueres amb Segundo Montes (El Salvador)

## Priorat
- El Masroig amb La Romieu (França)
- Porrera amb Porreres (Mallorca)
- Falset amb Fals (França) i Cissé (França)

## Rosselló
- Argelers amb Hürth (Alemanya) i Montgat (Maresme).
- Cotlliure amb Sòria (Castella i Lleó)
- Elna amb Castelló d'Empúries (Alt Empordà)
- Illa amb Calella (Maresme)
- Perpinyà amb Hannover (Alemanya), Lake-Charles (Louisiana, EUA), Lancaster (Anglaterra), Sarasota (Florida, EUA).
- Sureda amb Consell (Mallorca) i Vogtareuth (Baviera, Alemanya)[11]
- Sant Cebrià de Rosselló amb Sant Cebrià de Vallalta (Maresme)
- Toluges amb les Borges Blanques (Garrigues)
- Torrelles de la Salanca amb Torroella de Montgrí (Baix Empordà)
- Tuïr amb Olot (Garrotxa)

## Ribera d'Ebre
- Riba-roja d'Ebre amb Solenhac (França)
- Móra d'Ebre amb Bonson (França)

## Ripollès
- Ripoll amb Prada (Conflent), Capranica (Itàlia)
- Sant Joan de les Abadesses amb Lu Palaiç (França), San Luis de Potosí (Mèxic)

## Segarra
- Talavera amb Saint-Priest-des-Champs (França)

## Segrià
- Gimenells i el Pla de la Font amb Seilh (França)
- Lleida amb Foix (França), Ferrara (Itàlia), Lérida (Colòmbia)
- Seròs amb Saint-Ciers-d'Abzac (França)
- Torrefarrera amb Miremont (França)

## Selva
- Amer amb Malaunay (França)
- Anglès amb Vaux-sur-Mer (França)
- Arbúcies amb Florac (França), Hagunia (Sàhara Occidental), Palacagüina (Nicaragua)
- Blanes amb Villenave-d'Ornon (França), Ardales (Màlaga)
- Breda amb Breda di Piave (Itàlia)
- Maçanet de la Selva amb Quesada (Jaén)
- Santa Coloma de Farners amb Iquique (Xile)

## Tarragonès
- Altafulla amb Roviano (Itàlia)
- Creixell amb Vorey-sur-Arzon (França)
- Salomó amb Bree (Bèlgica), Volpago del Montello (Itàlia)
- Tarragona amb Avinyó (França), Orleans (França), l'Alguer (Sardenya), Stafford (Regne Unit), Klagenfurt (Àustria), Pompeia (Itàlia)
- Torredembarra amb Villars (França)

## Terra Alta
- Bot amb Cournonterral (França)
- Corbera d'Ebre amb Rimont (França)
- La Fatarella amb Fonsorbes (França)

## Urgell

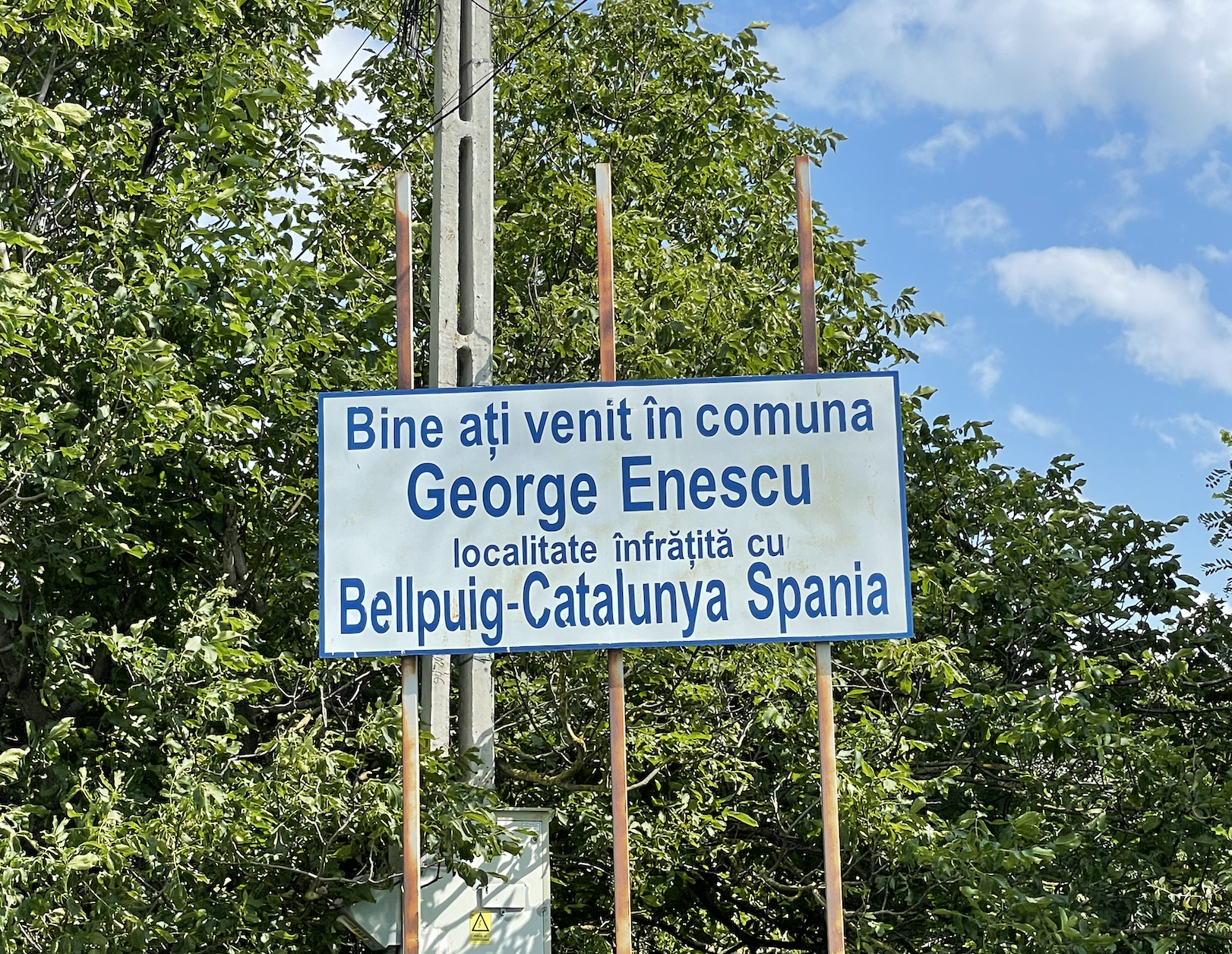
Agermanament George Enescu i Bellpuig

El poble natal de George Enescu, Liveni, que després de la seva mort va agafar el seu nom, està agermanat amb Bellpuig.
- Anglesola amb Chirac (França)
- Tàrrega amb Blaye (França)
- Bellpuig amb Bormio (Itàlia) i George Enescu (Romania)

## Vall d'Aran
- Naut Aran amb Sentein (França)
- Vielha e Mijaran amb Sent Gironç (Occitània)

## Vallès Occidental
- Badia del Vallès amb Boujdour (Sàhara Occidental)
- Barberà del Vallès amb Grugliasco (Piemont), Plaza de la Revolución (Cuba)
- Cerdanyola del Vallès amb Collegno (Piemont)
- Montcada i Reixac amb Morencs (Occitània), Nahulingo (El Salvador), La Paz Centro (Nicaragua), Settimo Torinese (Piemont)
- Ripollet amb Avrillé (França)
- Rubí amb Ocotal (Nicaragua), Clichy (França), Boyeros (Cuba), Daira de Guelta (Sàhara Occidental), Pudahuel (Xile)
- Sabadell amb Argub (Sàhara Occidental), Matagalpa (Nicaragua), Sarajevo (Bòsnia i Hercegovina)
- Sant Cugat del Vallès amb Alba (Piemont), Argub (Sàhara Occidental), La Haba (Extremadura).
- Sant Quirze del Vallès amb Antilla (Cuba), Biandronno (Llombardia)
- Santa Perpètua de Mogoda amb Urbano Noris (Cuba)
- Sentmenat amb Saucet (Occitània)
- Terrassa amb Granada (Nicaragua), Örebro (Suècia), Pàmies (Occitània), Tetuan (Marroc), Tolosa (Occitània)

## Vallès Oriental
- Caldes de Montbui amb Lécaude (França), Taunusstein (Alemanya)
- Castellterçol amb Faedis (Friül)
- La Garriga amb Del Trabajo (municipi autònom de Chiapas, Mèxic)
- Gualba amb Lamanon (Occitània)
- La Llagosta amb Daora (Sàhara Occidental)
- Mollet del Vallès amb Cinco Pinos (Nicaragua), Rivoli (Piemont)
- Montornès del Vallès amb Amgala (Sàhara Occidental)
- Parets del Vallès amb San Francisco del Norte (Nicaragua)
- Sant Antoni de Vilamajor amb Javrezac (França)
- Sant Celoni amb Mahbes (Sàhara Occidental)
- Sant Fost de Campsentelles amb Somotillo (Nicaragua)
- Sant Pere de Vilamajor amb Genté (França)
- La Roca del Vallès amb Pieve Santo Stefano (Itàlia)

## Vallespir
- Arles amb Besalú (Garrotxa), Cubelles (Garraf), Pineda de Mar (Maresme).
- Ceret amb Banyoles (Pla de l'Estany).
- Sant Llorenç de Cerdans amb Tortellà (Garrotxa).[10]

## Altres
- Xarxa Columba, agermanament multilateral de les Santes Colomes: Santa Coloma de Gramenet (Barcelonés), Santa Coloma de Cervelló (Baix Llobregat), Santa Coloma de Farners (Selva), Santa Coloma de Queralt (Conca de Barberà), Santa Coloma Sasserra (Castellcir, Vallès Oriental), Santa Coloma d'Erdo (Pallars Jussà), Santa Coloma d'Andorra (Andorra), Santa Coloma de Tuïr (Rosselló), Santa Coloma de Rocafort (França), Santa Coloma de les Illes (Queixàs, Rosselló).